# Дракула (ТВ серија из 2020)
Дракула (енгл. Dracula) је телевизијска серија коју су осмислили Марк Гатис и Стивен Мофат, а заснована је на истоименом роману Брема Стокера. Серија је емитована на Би-Би-Си један и Нетфликсу и састоји се од три епизоде. Клес Банг глуми насловну улогу. Серија Дракула је премијерно приказана 1. јануара 2020. године, и емитована је три дана заредом. 
Серија прати Дракулу од његових корена у Источној Европи до његових битака са Ван Хелсинговим потомцима. Нетфликсов опис гласи: „Легенда грофа Дракуле се трансформише новим причама о његовим злоделима и изношењем његове рањивости на светлост.” 

## Улоге
| Глумац               | Улога                                         |
| -------------------- | --------------------------------------------- |
| Клес Банг            | Гроф Дракула                                  |
| Доли Велс            | сестра Агата Ван Хелсинг / др Зои Ван Хелсинг |
| Џон Хефернан         | Џонатан Харкер                                |
| Морфид Кларк         | Мина Мари                                     |
| Џоана Скалан         | игуманија                                     |
| Лујза Ричер          | Елена                                         |
| Џонатан Арис         | капетан Соколов                               |
| Саша Дхаван          | др Шарма                                      |
| Нејтан Стјуарт-Џерет | Адиса                                         |
| Клајв Расел          | Валентин                                      |
| Катарина Шел         | грофица Валерија                              |
| Патрик Валш МекБрајд | лорд Рутвен                                   |
| Јусуф Керкур         | Олгарен                                       |
| Семјел Бленкин       | Пјотр                                         |
| Алек Утгоф           | Абрамов                                       |
| Наташа Радски        | мајка                                         |
| Лидија Вест          | Луси Вестенра                                 |
| Метју Бирд           | Џон Стјуард                                   |
| Марк Гатис           | Френк Ренфилд                                 |
| Шанел Кресвел        | Кетлин                                        |
| Линдси Маршал        | Блоксхам                                      |
| Пил Бренен           | командир Ирвинг                               |
| Џон МекКре           | Зев                                           |
| Фил Данстер          | Квинси Морис                                  |
| Сара Најлс           | Мег                                           |

## Епизоде
| Бр. еп. | Наслов        | Редитељ      | Сценариста                | Премијера       |
| --- | ------------- | ------------ | ------------------------- | --------------- |
| 1 | Правила звери | Џони Кембел  | Марк Гатис и Стивен Мофат | 1. јануар 2020. |
| Џонатан Харкер путује у дворац грофа Дракуле у Трансилванији како би помогао у куповини имовине у Енглеској. Током Харкеровог боравка Дракула се храни његовом крвљу и постаје млад, док Џонатан постаје све слабији. Дракула убија Харкера, који одмах оживљава и баца се у реку. Нешто касније Харкер је пронађен у мору и одведен у самостан, али памћење му је нарушено. Испитује га сестра Агата Ван Хелсинг у пратњи његове веренице Мине. Након што је умало напао Мину, Харкер покушава да се убије коцем. Дракула, привучен Харкеровим присуством, стиже у самостан, али не може да уђе без позива унутра. Након вербалног сукоба са сестром Агатом, Дракула проналази Харкера, и обраћа му се кроз отворени прозор. Објашњавајући да не може да убије себе, он обећава да ће прекинути Харкерово постојање у замену за позив унутра. Харкер се слаже и Дракула улази, убијајући све часне сестре осим Агате и Мине.                                                                |               |              |                           |                 |
| 2 | Крвни суд     | Дејмон Томас | Марк Гатис и Стивен Мофат | 2. јануар 2020. |
| Дракула је путник на броду Деметра који путује у Енглеску. Брод је изнајмио мистериозни човек по имену Балаур. Деметра превози и друге путнике, који сви имају везе са Балауром, и терет, кутије са земљом из Трансилваније. Дракула почиње да убија путнике и посаду стичући њихова сећања и особине. Испоставља се да је Дракула Балаур и да је пажљиво одабрао своје путнике да би се припремио за улазак у енглеско друштво. Преживели путници и посада трагају за убицом и откривају исцрпљену Агату Ван Хелсинг у једној од кабина. Дракула покушава да оптужи Агату за убиства, али она убеђује остале да је Дракула вампир. Након што преживели људи успеју да га запале, Дракула се баци у море. Како се брод приближава Витбију, Дракула, који се крио на броду, поново се појављује. Агата га омета док капетан користи барут да би разнео брод и спречио вампира да дође до обале. Дракула, међутим, успева да се склони у сандук испуњен земљом из Трансилваније док брод тоне. |               |              |                           |                 |
| 3 | Мрачни компас | Пол МакГиган | Марк Гатис и Стивен Мофат | 3. јануар 2020. |
| Дракула излази из свог сандука на површину и долази на плажу Витби. Дочекује га др Зои Ван Хелсинг, која му говори да су прошле 123 године. Дракула покушава да се нахрани Зоином крвљу, али од ње повраћа, јер Зои болује од рака. Затворају га у лабораторију за испитивање, и узимају му крв. Међутим, он контактира адвоката који прети да ће разоткрити њихово илегално пословање, па га пуштају. Зои пије Дракулину крв и почиње да доживљава сећања сестре Агате. Дракула постаје опчињен младом Луси Вестенра, и планира да је учини својом младом. Зои долази у Дракулин дом у Лондону. Луси, сада мртва, такође стиже, али ужаснута оним што је постала, тражи да је убију. Зои објашњава да се Дракула изнад свега боји смрти и да се тога веома стиди. Убедио је себе да верује у легенде, јер су му допустили да се сакрије од друштва за које се осећа недостојним. Зои умире, а Дракула пије отровну крв, од које и сам умире.                                                |               |              |                           |                 |

## Производња

### Развој
Развој Дракуле почео је у јуну 2017. године, кад су се Марк Гатис и Стивен Мофат поново окупили да би написали епизоде. Октобра 2018. године, ББС је службено наручио серију за ББС ван и Нетфликс. Клес Банг је у новембру 2018. године добио улогу Дракуле. Према писцима, Дракула је у њиховој верзији „херој сопствене приче” − централни фокус приче и главни јунак, а не зликовац из сенке кога традиционални хероји савладају. Као и код своје ТВ серије Шерлок, они су желели да своју верзију Дракуле учине и верном оригиналу и измишљеном истовремено, узимајући детаље из оригиналног романа, додајући „пуно нових ствари” [којих  није било у роману] и игноришући неке одломке из њега.
Мофат је ставио тачку на приче о Дракулиној сексуалности (пошто је инсинуирано да је Дракула имао секс са Џонатаном Харкером, адвокатом који је послан у његову јазбину у Трансилванији), рекавши да није тачно описивати Дракулу као бисексуалног: „Он је бихомицидан , то није иста ствар. Убија их, не излази са њима.” Такође је додао: „Он заправо нема секс ни са ким. Он пије њихову крв.”

### Подела улога
У фебруару 2019. године, глумачкој подели придружили су се Џон Хефернан, Доли Велс, Џоана Скален, Морфид Кларк и Лујза Рихтер. Марк Гатис се такође појављује у серији. У априлу су им се придружили Џонатан Арис, Саша Дхаван, Нејтан Стјуарт-Џерет, Катарина Шел, Јусуф Керкур, Клајв Расел и Џони Кембе. Дејмон Томас и Пол МакГиган  су најављени као режисери.

### Снимање
Мофат је открио да је снимање серије започело 4. марта 2019. Снимање се одвијало у Оравском замку, Банској Штјавњици и Зуберецу у Словачкој и у Брај студију  у Беркширу. Снимање је завршено 1. августа 2019.

## Дистрибуција

### Емитовање
Серија Дракула је премијерно приказана на Би-Би-Си један  1. јануара 2020. године, и емитована је три дана заредом. Три епизоде објављене су на Нетфликсу 4. јануара 2020. године. Документарни филм У потрази за Дракулом, са Марком Гатисом, који истражује заоставштину славног грофа, приказан је уз серију на Би-Би-Си два 3. јануара.  Гледаност серије по епизодама у Великој Британији  била је 3,60 милиона, 2,85 милиона, односно 2,7 милиона.  

### Маркетинг
Прва најава за серију била је 27. октобра 2019. године. Би-Би-Си је 13. децембра 2019. објавио званични трејлер, док је Нетфликс истог дана показао тизер. Други трејлер објављен је 3. јануара 2020. године. Како би обележио премијеру серије, Би-Би-Си  је у Лондону и Бирмингему изградио билборде избодене дрвеним коцима који праве сенку грофа након заласка сунца.

### Критички пријем
Серија је оцењена позитивним критикама. На Ротен томејтоуз серија је добила 70% одобравања и просечну оцену 7,49 / 10 од 43 критике. Критични консензус веб странице гласи: „Укусан спој ужаса и хумора који мање-више балансира модерне сензибилитете и вољену оставштину лика, Дракула је застрашујуће забавна серија.” Метакритик је доделио серији оцену 75 од 100, на основу 8 рецензија, што су „генерално повољне критике”.